# 1522
Cette page concerne l'année 1522  du calendrier julien.
L'année 1522 est une année commune qui commence un mercredi.

## Événements
- 21 janvier, Las Perlas : départ de l'expédition de Gil González Dávila sur les côtes pacifiques du Costa Rica et du Nicaragua. Il atteint le golfe de Fonseca (fin en 1523)[1].
- 31 janvier : Pedro de Alvarado quitte Coyoacán pour mater l’insurrection des Mixtèques soulevés contre les Espagnols (1520-1523). Il entre à Oaxaca le 20 février, et le 4 mars il conquiert la capitale mixtèque Tututepec[2]. Les Mixtèques sont d’excellents orfèvres. Alvarado, en faisant main basse sur leurs bijoux, les fait fondre pour les transformer en lingots.
- 15 mai : Hernán Cortés écrit à Charles Quint pour l'informer de l'avancée des travaux de la reconstruction de Mexico[3].
- 24 juin : premier comptoir portugais à Ternate, dans les îles de la Sonde[4].
- 31 juillet[5] : Pascual de Andagoya part effectuer une première reconnaissance du Pérou. Il atteint le district de Chuchama, au sud de la baie de San Miguel, puis le río Baudó sur la côte colombienne avant de tomber malade et de rentrer[6].
- 21 août : traité d'alliance luso-sundanais entre les Portugais de Malacca et le royaume de Pajajaran dans l'ouest de l'île de Java en Indonésie[4].
- 5 septembre : Bâbur prend Kandahar[7].
- 6 septembre, Sanlúcar de Barrameda : retour en Espagne du dernier bateau, la Victoria, commandé par Juan Sebastián Elcano, de l'expédition de Ferdinand Magellan[8]. L’expédition a duré près de trois ans et a parcouru 86 000 km.
- 15 octobre, Valladolid : Hernán Cortés est nommé par Charles Quint gouverneur général de la Nouvelle-Espagne[3]. Il administre le Mexique de manière autoritaire.

- Khayr al-Din prend Bône (Annaba) et Constantine[9].
- Révolte des noirs à Haïti[10].

### Europe
- 9 janvier : l'Utrechtois Adriaan Floriszoon, précepteur et représentant de Charles Quint en Espagne, est élu pape sous le nom d'Adrien VI (fin du pontificat en 1523)[11]. Ce sera le dernier pape non italien avant Jean-Paul II.
- 24 janvier : exécution de Didrik Slagheck[12].
  - À la suite de l'enquête d’un légat pontifical sur l’exécution de deux évêques suédois lors du bain de sang de Stockholm, le roi Christian II de Danemark sacrifie son favori Didrik Slagheck, archevêque de Lund, qui est exécuté. Le siège archiépiscopal de Lund, revendiqué par trois prétendants (Sparre, désigné par le chapitre, Skodorg, proposé par le roi, Cesi, imposé par le pape), reste vacant.

- 3 février : bataille de Tolède contre les comuneros en Espagne[13].
- 7 février : traité de Bruxelles complétant celui de Worms de 1521[14]. Charles Quint reconnaît la possession des cinq États des Habsbourg à son frère Ferdinand qu’il fait gouverneur d’Allemagne du Sud, du Tyrol et de Haute-Alsace (fin en 1530).

- 7 mars : Martin Luther retourne à Wittenberg[15] où il organise son Église. Il lutte contre le parti catholique et contre les réformateurs radicaux, qui comme Thomas Münzer tirent de la Bible une doctrine révolutionnaire (Contre les prophètes céleste).
- 24 - 25 mars : lors d'une veillée d'armes au monastère de Montserrat, en Catalogne, le chevalier basque Ignace de Loyola choisit de servir Dieu uniquement. Grièvement blessé à Pampelune en 1521, il lit des ouvrages de spiritualité dans la souffrance, puis mène une vie d’errance et d’étude. Après une année d’ascèse à Manresa où il élabore une méthode de retraite (Exercices spirituels), il accomplit un pèlerinage périlleux à Jérusalem, mais les Franciscains lui refusent l’autorisation de demeurer en Terre Sainte. De retour en Espagne, il étudie à l’université d’Alcalà. L’Inquisition, qui le soupçonne d’illuminisme, l’enferme. Innocenté et libéré, il est de nouveau inquiété à Salamanque et gagne Paris où il poursuit ses études aux collèges Montaigu, puis Sainte-Barbe (1528-1534)[16].

- Mars : Zwingli prêche la réforme à Zurich[17].

- Printemps : la cavalerie tatare du Khan de Crimée est tenue en échec devant Moscou sur l'Oka par un tir d’artillerie[18].

- 27 avril : défaite du maréchal de France Lautrec à la Bicoque. Les mercenaires suisses sont battus par le capitaine Prospero Colonna et se retirent d’Italie[15]. La France perd le Milanais.

- 22 mai : une flotte lübeckoise quitte la Trave et fait la conquête de l'île de Bornholm, puis cingle vers le Seeland et brûle Elseneur le 24 août[19].
  - Le régent de Suède Gustav Vasa obtient de la Hanse la fourniture de navires et l’envoi de mercenaires contre le Danemark. Il contracte de lourdes dettes envers Lübeck.
- 23 mai : Mort du dernier évêque catholique de Finlande, Arvid Kurck[20]. Ses successeurs seront des luthériens convaincus.
- 29 mai : l’Angleterre entre en guerre contre la France[21].

- 30 mai : Gênes est surprise et pillée par les Espagnols de Prospero Colonna. Antoine Adorno devient doge de Gênes (fin en 1527)[22].

- 19 juin : Charles Quint signe avec le roi d'Angleterre Henri VIII le traité de Windsor prévoyant une invasion de la France[23].
- 24 juin : l’humaniste catholique Poul Helgesen (da) prêche à la Saint-Jean sur le thème de la Décollation de saint Jean-Baptiste, faisant allusion à la vie privée du roi Christian II de Danemark (notamment à sa maîtresse défunte Dyveke dont la mère Sigbrit a une influence grandissante à la cour), qui en est irrité. Helgesen craint pour sa vie et quitte Copenhague, rejoignant les opposants au roi[24].

- 16 juillet, Santander : retour de Charles Quint en Espagne[15]. Il y reste jusqu'en 1529.
- 19 juillet: en Navarre, reddition du Château d'Amaiur, assiégé par les troupes espagnoles (Sixième guerre d'Italie).
- 28 juillet : Début du siège de Rhodes par Soliman le Magnifique. Les chevaliers de Saint Jean de Jérusalem sont contraints de capituler le 25 décembre et de quitter l'île le 1er janvier 1523[25]. Après sept ans de pérégrinations, ils s'établiront en 1530 à Malte, qui leur sera offerte par Charles Quint.

- 11 août : le bourgmestre de Vienne, le docteur Martin Siebenbürger (de), véritable maître de l’Autriche, est fait exécuté par Ferdinand à Wiener Neustadt[26]. La ville perd son autonomie municipale.
- 27 août, Landau : début de la révolte des chevaliers (de), dirigée par les protestants Franz von Sickingen et Ulrich von Hutten contre l’archevêque-électeur de Trèves. Les chevaliers sont battus par l’Électeur palatin et le landgrave de Hesse[27].

- Mi-Septembre : crue de l’Ardèche[28].
- 14 septembre : trêve de cinq ans entre la Pologne et la Russie. Vassili III de Russie prend définitivement Smolensk à la Lituanie après une longue guerre (1514-1522).
- 21 septembre : le théologien allemand Martin Luther publie à Wittenberg sa traduction de la Bible en allemand[15].
- 27 septembre, France : création des rentes sur l’Hôtel de Ville[29], capitaux prêtés au roi de France par des particuliers dont les intérêts sont garantis sur les taxes parisiennes qui frappent la viande, le poisson, le vin, etc.
- 22 octobre, Portugal : Puissant séisme suivi d'un glissement de terrain et d'un tsunami à Vila Franca do Campo, São Miguel,  Açores, tuant entre 2000 et 5000 personnes.

- 28 novembre : mort à Rome de l’archevêque de Nidarós, Erik Valkendorf (de), d’origine allemande, défenseur des libertés de l’Église norvégienne face au pouvoir royal[30]. Un catholique réformiste norvégien, Olav Engelbrektsson (no), lui succède en mai 1523[31]. Il sera le chef de file des partisans de l’indépendance vis-à-vis du Danemark.

- 13 décembre : ouverture de la diète de Nuremberg. Elle demande la convocation d’un concile national pour examiner le problème allemand[32].

## Naissances en 1522
- 22 janvier: Charles II d'Orléans, fils du roi de France François Ier et de son épouse Claude de France, duchesse de Bretagne, petit-fils par sa mère de Louis XII († 9 septembre 1545).

- 2 février :
  - Francesco Alciati, cardinal italien († 20 avril 1580).
  - Ludovico Ferrari, mathématicien italien († 5 octobre 1565).
- 14 février : Guy XVII de Laval, comte de Laval, et de Montfort, baron de Quintin († 25 mai 1547).

- 9 mars : Juan de Castellanos, poète, chroniqueur et prêtre espagnol († 27 novembre 1607).
- 10 mars : Miyoshi Nagayoshi, samouraï et daimyo chef du clan Miyoshi à l'époque Sengoku († 10 août 1564).
- 28 mars : Albert II Alcibiade de Brandebourg-Kulmbach, homme d'état et militaire allemand († 8 janvier 1557).

- 23 avril : Catherine de Ricci, religieuse dominicaine († 2 février 1590).

- 25 juillet : Anne de Lorraine, fille d'Antoine II, duc de Lorraine et de Bar et de Renée de Bourbon-Montpensier († 15 mai 1568).
- 31 juillet : Charles II de Croÿ, seigneur « de Croÿ » (Crouy-Saint-Pierre), 2e duc d'Aarschot, 3e prince de Chimay et 3e comte de Beaumont (Hainaut) († 24 juin 1551).

- 3 septembre : Pomponio Allegri, peintre italien de l'école de Parme († 1593).
- 11 septembre : Ulisse Aldrovandi, scientifique italien († 4 mai 1605).
- 4 octobre : Gabriele Paleotti, cardinal italien, qui fut archevêque de Bologne († 23 juillet 1597).
- 4 novembre : Albert de Gondi, seigneur de Noisy-le-Roi, du Perron et de Machecoul, comte puis marquis de Belle-Île et des Îles d'Hyères (1573) et, en 1581, duc consort de Retz  († 21 avril 1602).
- 9 novembre : Martin Chemnitz, théologien protestant allemand († 8 avril 1586).
- 18 novembre : Lamoral (comte d'Egmont), prince de Gavre est un général et un homme d’État des anciens Pays-Bas  († 5 juin 1568).

- 28 décembre : Marguerite de Parme, duchesse de Parme et Plaisance, fille naturelle de Charles Quint  († 18 janvier 1586).

- Date précise inconnue :
  - Diego de Almagro le jeune, aventurier péruvien († 6 septembre 1542).
  - Jean VI d'Aumont, comte de Châteauroux et baron d’Estrabonne († 19 août 1595).
  - Thomas Ier de Bonsi, prélat français d'origine italienne († 22 décembre 1603).
  - Guy de Brès, pasteur et théologien wallon, réformateur des Pays-Bas († 31 mai 1567).
  - Augier Busbeck, diplomate et un botaniste flamand († 28 octobre 1592).
  - Dirck Volkertszoon Coornhert, graveur, poète, philosophe et théologien humaniste, érudit, juriste et homme politique néerlandais († 29 octobre 1590).
  - Moïse Cordovero, rabbin et philosophe, un des grands kabbalistes du judaïsme († 1570).
  - Jacques Cujas, jurisconsulte français († 4 octobre 1590).
  - Gerolamo De Franchi Toso, soixante-treizième doge de Gênes († 1586).
  - Honoré Ier, souverain de Monaco († 7 octobre 1581).
  - Frans Huys, graveur anversois († 1562).
  - Kojima Yataro, samouraï de l'époque Sengoku au service du clan Uesugi de la province d'Echigo († 1582).
  - Giovan Paolo Lancellotti, jurisconsulte italien († 1590).
  - Giovanni Battista Moroni, peintre maniériste italien († 5 février 1578).
  - Naitō Masatoyo, un des 24 généraux de Shingen Takeda († 29 juin 1575).
  - Charles de Pérusse des Cars, prélat français, évêque de Poitiers, puis de Langres († 1614).
  - Vasquin Philieul, traducteur et auteur français († entre 1582 et 1586).
  - Luigi Pisani, cardinal italien († 3 juin 1570).
  - Sen no Rikyū, maître de thé japonais de l'école wabi (侘び?) († 21 avril 1591).
  - Sengge Düüreng, Khan qui succède à son père Altan Khan († 1586).
  - Shibata Katsuie, commandant samouraï de l'époque Sengoku († 14 juin 1583).
  - Luisa Sigea, poétesse et humaniste espagnole († 1560).
  - Girolamo Simoncelli, cardinal italien († 24 février 1605).
  - Laurentius Surius, moine chartreux et écrivain religieux allemand († 23 mai 1578).
  - Éléonore de Tolède, aristocrate espagnole († 17 décembre 1562).
  - Hermann Witekind, professeur d'université allemand († 7 février 1603).

- Vers 1522 :
  - Joachim du Bellay, poète français († 1er janvier 1560).
  - Mihrimah, fille du sultan Soliman le Magnifique et de son épouse Roxelane († 25 janvier 1578).

## Décès en 1522
- 12 avril : Piero di Cosimo, peintre italien de l'école florentine (° 2 janvier 1462).
- 30 juin : Johannes Reuchlin, humaniste et exégète (° 1455).
- 27 août : Giovanni Antonio Amadeo, sculpteur et architecte lombard, à Milan (° 1447).
- 1er octobre : Matthieu Schiner, cardinal et homme politique européen (° 1465).
- 30 octobre : Jean Mouton, compositeur français (Jean de Hollingue, (° vers 1459).
- Octobre[33] : Alain d'Albret (° vers 1448).
- 14 novembre : Anne de France, duchesse de Bourbon, régente du royaume de 1483 à 1491, meurt à Chantelle (° avril 1461).
- Date précise inconnue :
  - Roberto da Montevarchi, peintre italien (° 1460).
  - Giovanni Ambrogio de Predis, peintre et enlumineur italien (° 1448).
- Vers 1522 :
  - Bartolomé Ramos de Pareja, mathématicien, théoricien de la musique et compositeur espagnol (° 25 janvier 1440).